# Belle Fourche
Pour les articles homonymes, voir Fourche (homonymie).
Belle Fourche (en anglais [bɛlˈfuːʃ]) est une ville de l'État américain de Dakota du Sud, située dans le comté de Butte, dont elle est le siège. Sa population s’élevait à 5 594 habitants lors du recensement de 2010, estimée à 5 553 habitants en 2017.
Le centre géographique des États-Unis (Hawaii et Alaska compris) est situé à 32 km (20 miles) au nord de La Fourche. 

## Histoire
Belle Fourche fut nommée ainsi par des explorateurs et coureurs des bois français et Canadiens-français venant de Nouvelle-France dans les années 1750, en référence à la confluence entre les rivières aujourd'hui connues sous les noms de Belle Fourche et Redwater et du torrent Hay Creek. Des trappeurs de castors chassaient le long de ces rivières depuis l'époque de la Louisiane française jusqu'au milieu du XIXe siècle et  Belle Fourche devint un point de rendez-vous connu pour le commerce de fourrure. Durant et après la ruée vers l'or de 1876, des fermiers et des ranchers s'installèrent dans les vallées fertiles environnantes, alimentant les mineurs et leurs animaux de travail. Au même moment, les grandes plaines ouvertes sur des centaines de kilomètres, dans toutes les directions, furent remplies par d'immenses troupeaux de bétail venus du Texas et du Kansas.  
En 1884, le marquis de Mores, un noble français et contemporain de Theodore Roosevelt, établit une ligne de diligences entre Medora (Dakota du Nord) et Deadwood (Dakota du Sud). La station de Belle Fourche incluait une grange et un saloon.
Sachant que les « barons » du bétail et le chemin de fer auraient besoin d'un point de chargement pour expédier le très nombreux bétail vers les usines du Midwest, Seth Bullock fournit une solution et devint le père, dans les faits, de Belle Fourche. Après avoir servi dans la législature du Montana entre 1871 et 1873 (et avoir joué un rôle dans l'établissement d'un parc national au Yellowstone), il était venu dans les Black Hills pour commercer avec les mineurs, leur acheter de l'or et leur vendre des fournitures, arrivant le 2 août 1876, le jour où Wild Bill Hickok a été assassiné.
Durant les 14 années suivantes, Bullock a acquis des terrains le long de la rivière Belle Fourche aux colons installés et qui pouvaient prouver leur propriété. Lorsque le chemin de fer arriva dans les collines et que la compagnie refusa de payer les prix demandés par le comté voisin de Minnesela, il était prêt. Bullock offrit gratuitement l'emprise de chemin de fer et offrit également de construire le terminal, si la compagnie de chemin de fer le plaçait sur ses terres, près de l'endroit où se trouve actuellement la bourse au bétail de Belle Fourche. En 1890, le premier train chargea du bétail vers l'est. En 1895, Belle Fourche expédiait 2 500 wagons de bétail par mois pendant la saison haute, ce qui en faisait le plus grand centre d'expédition de bétail du pays. Ce fut le début du centre agricole de la région des Trois États, pour lequel Belle Fourche deviendrait connue.
Après avoir gagné la compétition contre Minnesela pour le passage du chemin de fer, Belle Fourche remporta le siège du comté lors d'une élection de 1894. 
Belle Fourche aujourd'hui est un centre d'approvisionnement et commerce pour une large zone de ranchs et de fermes. Le commerce du bétail, et les industries de la laine et de la bentonite ont été importantes pour le développement de la ville. Elle sert de porte d'entrée pour le nord des Black Hills.

## Centre des États-Unis

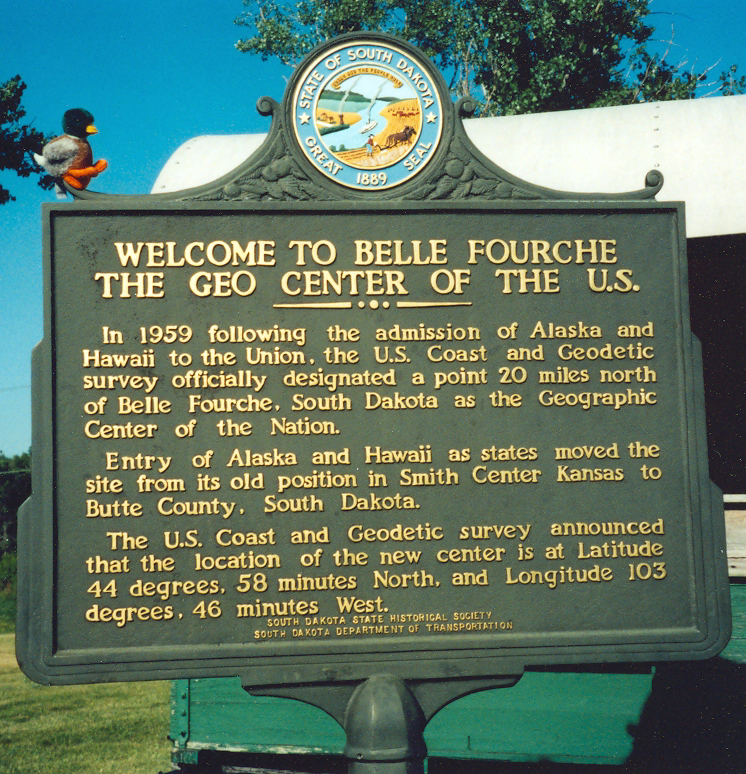
Plaque commémorant l'attribution du titre de « centre des États-Unis » à Belle Fourche.

En 1959, le United States Coast and Geodetic Survey localisa de façon officielle le Centre géographique des États-Unis à 30 km au nord de La Fourche. L'admission de Hawaï et de l'Alaska comme nouveaux 49e et 50e États des États-Unis cette année-là modifia en effet ce centre vers l'est. Lebanon dans le Kansas reste lui le centre des États-Unis continentaux.

## Démographie
| 1900 | 1910  | 1920  | 1930  | 1940  | 1950  |
| ---- | ----- | ----- | ----- | ----- | ----- |
| 451  | 1 352 | 1 616 | 2 032 | 2 496 | 3 540 |

| 1960  | 1970  | 1980  | 1990  | 2000  | 2010  |
| ----- | ----- | ----- | ----- | ----- | ----- |
| 4 087 | 4 236 | 4 692 | 4 335 | 4 565 | 5 594 |

## Source
- (en) Cet article est partiellement ou en totalité issu de l’article de Wikipédia en anglais intitulé « Belle Fourche, South Dakota » (voir la liste des auteurs).